# Алдан (река)
Алда́н — река на Дальнем Востоке России, крупнейший правый приток Лены, а также самая многоводная река-приток в России и шестая по объёму стока среди всех российских рек. Протекает в Якутии, водосбор также включает северо-западную часть Хабаровского края. Длина реки — 2273 км, площадь водосборного бассейна — 729 тыс. км².

## Этимология
Ранее была распространена версия происхождения от тюркско-монгольского слова алтан, алтын в значении «золота», затем появилась гипотеза происхождения гидронима Алдан (в варианте Аллан) от эвенкийского олдо, олло — «рыба». Другое объяснение: алдан — береговая весенняя наледь (эвенк.). 

## География
Бассейн Алдана расположен в зоне развития многолетней мерзлоты и неглубокого залегания коренных кристаллических пород. Река берёт начало на северном склоне Станового хребта. В пределах Алданского нагорья течёт в каменистом русле со множеством перекатов. Между устьями Учура и Маи протекает по широкой долине, далее — по межгорной равнине. В пойме расположены многочисленные озера. В нижнем течении река дробится на ряд рукавов. Впадает в Лену в 1311 км от её устья.

## Гидрология
Питание снеговое и дождевое. Половодье наблюдается с мая по июль, когда уровень воды повышается на 7—10 м, а расход достигает 30—48 тыс. м³/с. Паводки наблюдаются также в августе и сентябре. Зимний расход мал (4 % годового), в феврале-апреле обычно не превышает 230—300 м³/с. Ледостав длится около семи месяцев, замерзание начинается в конце октября, вскрытие — в мае. Вода по химическому составу гидрокарбонатно-кальциевая, максимальное содержание растворённых солей до 0,3 г/л (в зимнюю межень).
Годовой сток реки составляет 159,5 км³ (более 30 % стока Лены). Оценки среднегодового расхода воды в устье в разных источниках различаются между собой и обычно указываются в пределах 5000—5200 м³/с. За 58 лет наблюдений на гидрологической станции «Верхоянский перевоз» в 151 км от места впадения реки в Лену, среднегодовой расход воды составлял 5245,85 м³/с или в устье ≈5494,58 м³/с. Ниже приводятся полученные на этой станции данные в виде диаграммы расходов воды по месяцам, усреднённых за период наблюдений:
| Средний расход воды (м³/с) реки Алдан по месяцам с 1942 по 1999 гг. (замеры производились на гидрологическом посту Верхоянский перевоз) |

## Притоки

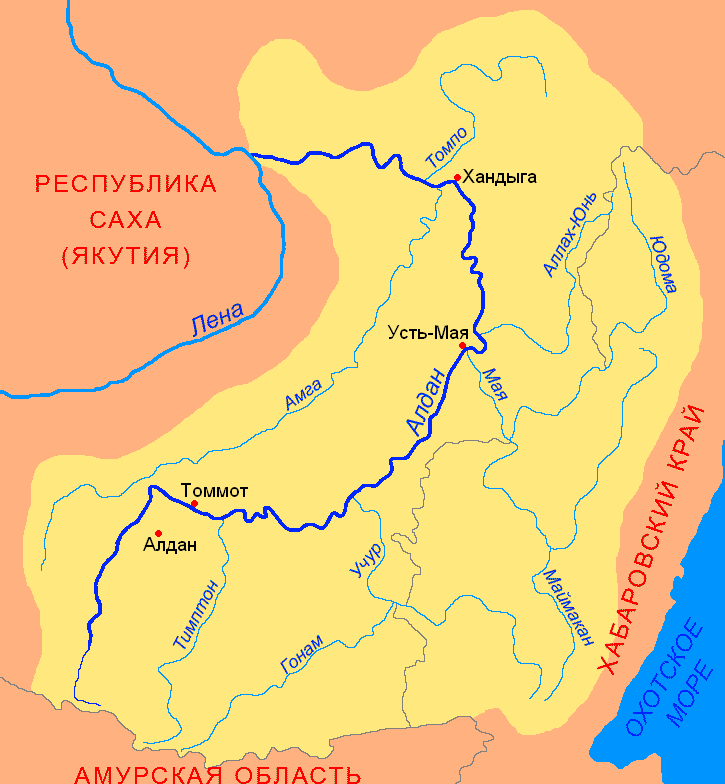
Бассейн Алдана

Наиболее крупные притоки: справа — Тимптон, Учур, Тыры, Мая, Аллах-Юнь, Томпо, Восточная Хандыга; слева — Амга, Нотора, Амедичи и Татта. Всего река принимает 275 притоков, имеющих длину более 10 км. Наиболее полноводным из них является река Учур со средним расходом в устье 1350 м³/с. Самый крупный водосбор у притока Мая — 171 000 км². Наиболее длинным притоком является Амга, которая протекает практически параллельно Алдану от самых его верховьев и имеет длину 1462 км. При этом Амга обладает наименьшим модулем стока среди всех других значимых притоков — средний расход в устье составляет 178 м³/с, что соответствует модулю стока 2,57 л/(с×км²).
В бассейне Алдана более 114 тыс. водотоков и более 51 тыс. озёр. Наиболее крупное из озёр в пределах водосбора реки — Большое Токо.
Ниже указаны притоки длиной 100 км и более
| Название          | Расстояние от устья | Длина | Площадь бассейна | Положение |
| ----------------- | ------------------- | ----- | ---------------- | --------- |
| Тумара            | 12                  | 236   | 10 300           | правый    |
| Келе              | 56                  | 242   | 8620             | правый    |
| Байбакан          | 138                 | 119   | 1120             | правый    |
| Танда             | 144                 | 159   | 3840             | левый     |
| Тукулан           | 148                 | 191   | 2880             | правый    |
| Восточная Градыга | 213                 | 104   | 674              | правый    |
| Барайы            | 240                 | 251   | 4880             | правый    |
| Баяга             | 251                 | 145   | 2540             | левый     |
| Татта             | 271                 | 414   | 10 200           | левый     |
| Хандыга           | 309                 | 281   | 9090             | правый    |
| Томпо             | 394                 | 570   | 42 700           | правый    |
| Западная Хандыга  | 398                 | 145   | 1590             | правый    |
| Амга              | 407                 | 1462  | 69 300           | левый     |
| Восточная Хандыга | 467                 | 290   | 9950             | правый    |
| Тыры              | 492                 | 327   | 14 000           | правый    |
| Сугжа             | 535                 | 138   | 3260             | правый    |
| Ноху              | 548                 | 168   | 2490             | левый     |
| Куолума           | 619                 | 253   | 4640             | левый     |
| Ханда             | 623                 | 281   | 8790             | правый    |
| Нотора            | 706                 | 308   | 7440             | левый     |
| Джюнекян          | 735                 | 102   | 3340             | правый    |
| Аллах-Юнь         | 770                 | 586   | 24 200           | правый    |
| Хамна             | 806                 | 222   | 3520             | правый    |
| Мая               | 845                 | 1053  | 171 000          | правый    |
| Мокуя             | 847                 | 104   | 1580             | левый     |
| Туранг-Эльге      | 921                 | 125   | 1210             | левый     |
| Тарынг-Эльге      | 951                 | 148   | 1730             | левый     |
| Миль              | 967                 | 210   | 4990             | левый     |
| Билир             | 1010                | 230   | 3420             | левый     |
| Белькачи          | 1081                | 171   | 3340             | левый     |
| Кюндеки           | 1093                | 114   | 1090             | левый     |
| Дянда             | 1104                | 163   | 3820             | правый    |
| Лаппы             | 1162                | 164   | 2120             | левый     |
| Учур              | 1208                | 812   | 113 000          | правый    |
| Унгюэле           | 1211                | 239   | 12 200           | левый     |
| Улахан-Силигиля   | 1260                | 103   | 2480             | правый    |
| Угун              | 1383                | 108   | 1480             | правый    |
| Тимптон           | 1538                | 664   | 44 400           | правый    |
| Якокит            | 1641                | 105   | 1560             | правый    |
| Селигдар          | 1708                | 106   | 1860             | правый    |
| Чомполо           | 1820                | 102   | 2940             | левый     |
| Большой Нимныр    | 1888                | 181   | 4860             | правый    |
| Чуга              | 1894                | 236   | 7270             | левый     |
| Аччыгый-Нимныр    | 1903                | 134   | 3170             | правый    |
| Амедичи           | 1944                | 313   | 6020             | левый     |
| Унгра             | 1985                | 107   | 6730             | правый    |

## Хозяйственное использование

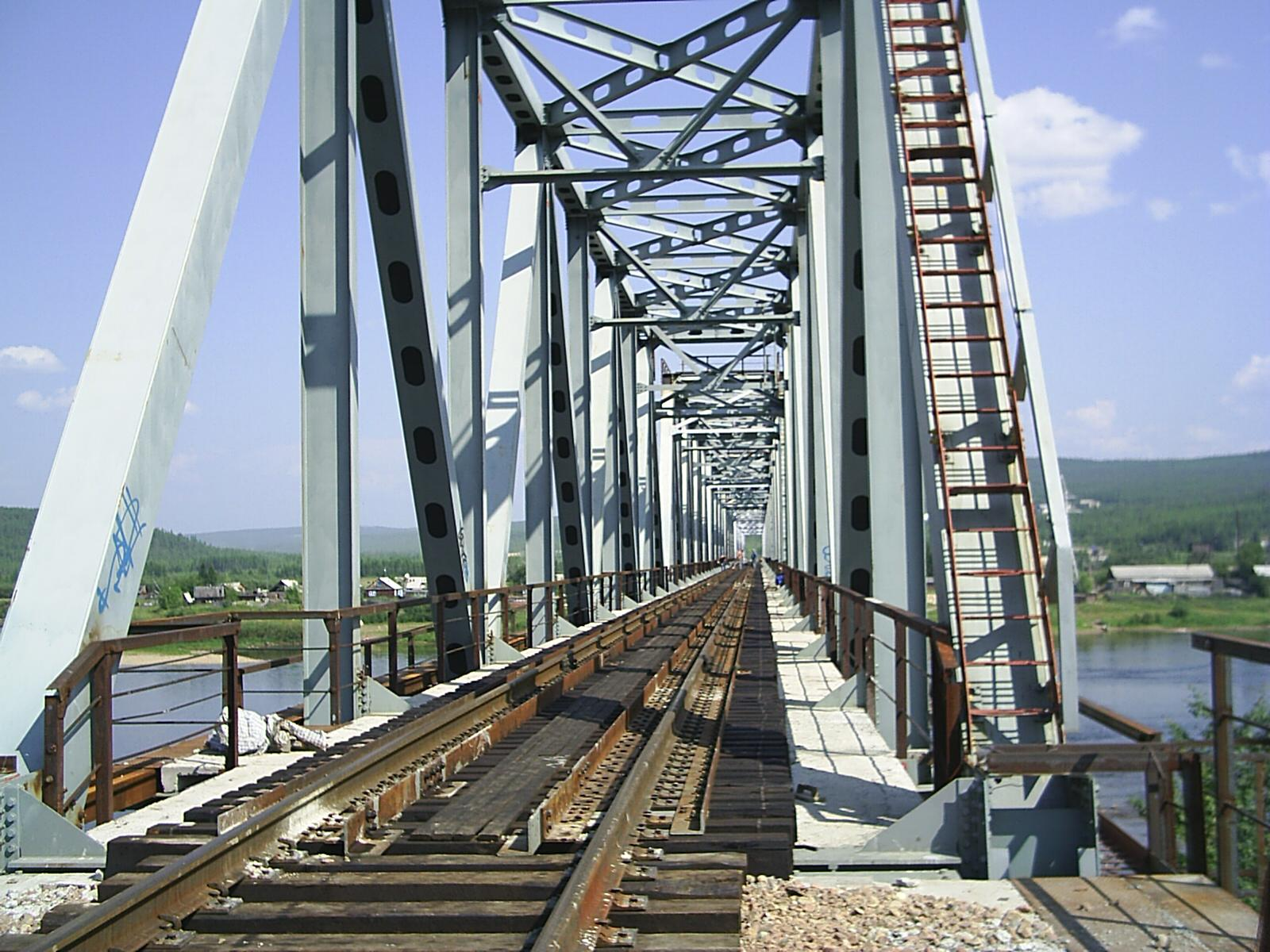
Железнодорожный мост через р. Алдан в Томмоте

Алдан судоходен до пристани Томмот, является важной водной артерией для вывоза продукции горнодобывающих предприятий и привоза с Лены продовольственных и промышленных грузов. Основные пристани: Томмот, Усть-Мая, Хандыга, Эльдикан. В бассейне реки находятся крупные месторождения золота, каменного угля и слюды.
В бассейне Алдана планируется строительство Южно-Якутского каскада ГЭС, на самой реке возможно сооружение Верхнеалданской ГЭС.
Для Алдана характерны значительные рыбные ресурсы (осётр).

### Мосты через Алдан
На 2015 год через реку существуют три моста:
- Железнодорожный мост в городе Томмоте на Амуро-Якутской железнодорожной магистрали[14].
- Автомобильный мост в городе Томмот на трассе «Лена»[15].
- Автомобильный мост в 40 км к северо-западу от города Алдан на технологической автодороге вдоль трассы ВСТО Алдан — Олёкминск — Ленск[16][17].

Стратегией развития республики до 2032 года предусмотрено строительство моста через реку на автодороге «Колыма» в районе Хандыги.